# Охридска синагога
Охридската синагога (на турски: Ahrida Sinagogu; на иврит: בית הכנסת אכרידה; на ладино: Esnoga Ahrida) е юдейски храм в град Истанбул, Турция. Тя е ней-старата запазена синагога в града.
Синагогата датира от първата половина на XV век, преди падането на Константинопол в ръцете на османските турци в 1453 година. Изградена е в квартала Балат от евреи романиоти, преселени в Константинопол от Охрид и е една от най-луксозните в града. Интериорът е богато декориран със седеф. В храма има картини на Охрид, а впечатляващата бима (тева) е във формата на кърмата на кораб, като се смята, че тя символизира или Ноевия ковчег или корабите пренесели сефарадските евреи от Испания в Османската империя.
Синагогата пострадва от пожар в неизвестна година в края на XVII век – запазен е ферман от 1694 година, който разпорежда възстановяването на храма. Реставрацията е направена в бароковия стил на Епохата на лалетата.
В 1992 година синагогата е реставрирана под надзора на архитект Хюсрев Тайла, като са разкрити различните архитектурни стилове, използвани през годините.